# Reinhard Pappenberger
Reinhard Pappenberger (ur. 30 czerwca 1958 w Grafenwöhr) – niemiecki duchowny rzymskokatolicki, biskup pomocniczy Ratyzbony od 2007.

## Życiorys
Święcenia kapłańskie otrzymał 29 czerwca 1985 i został inkardynowany do diecezji ratyzbońskiej. Był m.in. duszpasterzem środowisk robotniczych oraz dyrektorem kilku kurialnych wydziałów. Od 2003 kanonik kapituły katedralnej.
6 lutego 2007 papież Benedykt XVI mianował go biskupem pomocniczym diecezji ratyzbońskiej, ze stolicą tytularną Aptuca. Sakry biskupiej udzielił mu bp Gerhard Ludwig Müller.